# Keipert-Syndrom
Das Keipert-Syndrom oder Naso-digito-akustisches-Syndrom ist eine sehr seltene angeborene Erkrankung mit den Hauptmerkmalen  Gesichtsdysmorphien („Naso“), Brachydaktylie („digito“) und Taubheit („akustisch“).
Die Namensbezeichnung bezieht sich auf den Erstautoren der Erstbeschreibung aus dem Jahre 1973 durch James A. Keipert und Mitarbeiter.

## Verbreitung
Die Häufigkeit wird mit unter 1 zu 1.000.000 angegeben, die Vererbung erfolgt X-chromosomal-rezessiv.

## Ursache
Der Erkrankung liegt eine Mutation im GPC4-Gen auf dem X-Chromosom am Genort q26.2 zugrunde.

## Klinische Erscheinungen
Klinische Kriterien sind:
- Brachydaktylie, breite Daumen und Großzehen
- Hypertelorismus und weitere Gesichtsdysmorphien
- sensorineurale Taubheit

## Differentialdiagnose
Abzugrenzen sind:
- Teunissen-Cremers-Syndrom[6]
- Muenke-Syndrom
- Keutel-Syndrom